# هگزافلوئورواتان
هگزاافلوئورواتان (به انگلیسی: Hexafluoroethane) با فرمول شیمیایی C۲F۶ یک ترکیب شیمیایی با شناسه پاب‌کم ۶۴۳۱ است. که جرم مولی آن ۱۳۸٫۰۱ g/mol می‌باشد. شکل ظاهری این ترکیب، گاز بی‌رنگ و بی‌بو است.